# ATM 2000E
ATM 2000 (Pz Mi 88) et ATM 2000E sont des mines antichars autrichiennes, à coque en plastique, conçues autour d'une ogive exploitant l’effet Misznay-Schardin. Elles sont équipées d’un dispositif de mise à feu électronique contrôlé par microprocesseur, intégrant des capteurs magnétiques, sismiques et de pression, leur permettant de distinguer différents types de cibles.
Ces mines peuvent être posées manuellement ou à l’aide d’un système mécanisé. Une fois en place, elles s’arment automatiquement au bout de dix minutes. Elles sont dotées d’un dispositif anti-manipulation et peuvent également être déclenchées à distance.
Lorsqu'une cible est détectée, la mine active d’abord une charge de déblaiement destinée à retirer les matériaux pouvant recouvrir l’engin. Elle déclenche ensuite l’ogive principale, dont le revêtement métallique forme un fragment auto-forgé (ou self-forging fragment), projeté vers le bas du véhicule. Ce projectile est capable de perforer jusqu’à 200 mm d’acier.
Les ATM 2000 sont actuellement fabriquées par l’entreprise Dynamit Nobel AG et sont en service dans les forces armées autrichiennes.